# Telephanus dromioides
Telephanus dromioides es una especie de coleóptero de la familia Silvanidae.

## Distribución geográfica
Habita en Costa Rica, Panamá y México.